# Adrogué
Adrogué es la ciudad cabecera del partido de Almirante Brown en la Zona Sur del Gran Buenos Aires, en Argentina. Se ubica a 23 km al sur de la ciudad de Buenos Aires.
Con poco menos de 40 000 habitantes, es una zona residencial con calles empedradas, frondosos árboles y numerosas plazas. Cuenta también con un centro comercial de gran importancia, donde se hallan numerosos negocios, restaurantes y entidades bancarias.
Adrogué fue planteado con un concepto urbanista de avanzada para la época: se incorporaron las diagonales, plazas y boulevares, cortando con el hasta entonces tradicional modelo español.
Adrogué posee su propio equipo de fútbol, fundado en 1945, que es el Club Atlético Brown, que juega en la Primera B (tercera categoría del fútbol argentino), siendo una institución muy importante y un símbolo fuerte del distrito de Almirante Brown.

## Historia
El gobernador Mariano Acosta aprobó, en marzo de 1873, la traza proyectada para el pueblo, al que denominó Almirante Brown. Dicha traza fue diseñada por Nicolás y José Canale, destacados arquitectos italianos, que incluyeron una serie de diagonales y plazas. Los Canale fueron autores también de la mayoría de los edificios públicos originales de Adrogué (el Palacio Municipal, la primera iglesia de San Gabriel, Castelforte, etcétera) y de la Iglesia de la Inmaculada Concepción en el barrio de Belgrano ("La Redonda").

## Toponimia
La ciudad debe su nombre a Esteban Adrogué, también fundador de Lomas de Zamora, quien donó tierras para la instalación de la estación de ferrocarril, de la municipalidad, de la plaza principal y de otros edificios de importancia.
Él sugirió que la estación ferroviaria se llamara Almirante Brown, pero como ya se había utilizado tal nombre, y siendo costumbre utilizar como denominación el nombre del donante de las tierras, finalmente queda como Estación Adrogué. De hecho, durante más de 100 años la ciudad se llamó oficialmente Almirante Brown, hasta que a finales de la década de 1990 se adoptó por ley (Ley 12264 de la Provincia de Buenos Aires) el nombre de Adrogué para la localidad.

## Instituciones y edificios públicos
- Estadio Club Atlético Brown, fundado en 1945.
- Edificio Municipal, restaurado en 1996.
- Castelforte (antigua residencia de los arquitectos Canale).
- Museo y Archivo Histórico Municipal, Diagonal Brown 1386. Edificio histórico La Cucaracha, chalet estilo suizo mandado a construir por Esteban Adrogué para sus dos hijas casadas. El nombre lo debe a su construcción ancha y chata.
- Casa Municipal de la Cultura, emplazada donde quedaba El Hotel La Delicia, y donde luego se construyó el Colegio Nacional, El Cine Teatro y después el Shopping.
- Adrogué Tennis Club (antigua residencia de Esteban Adrogué).
- EGB 16 (antigua residencia de Carlos Pellegrini).
- EGB 5 (fundada por Domingo F. Sarmiento).
- Hospital Lucio Meléndez, en honor al médico psiquiatra que falleciera en su casa de esta localidad el 7 de diciembre de 1901.
- Sociedad Italiana de Almirante Brown.

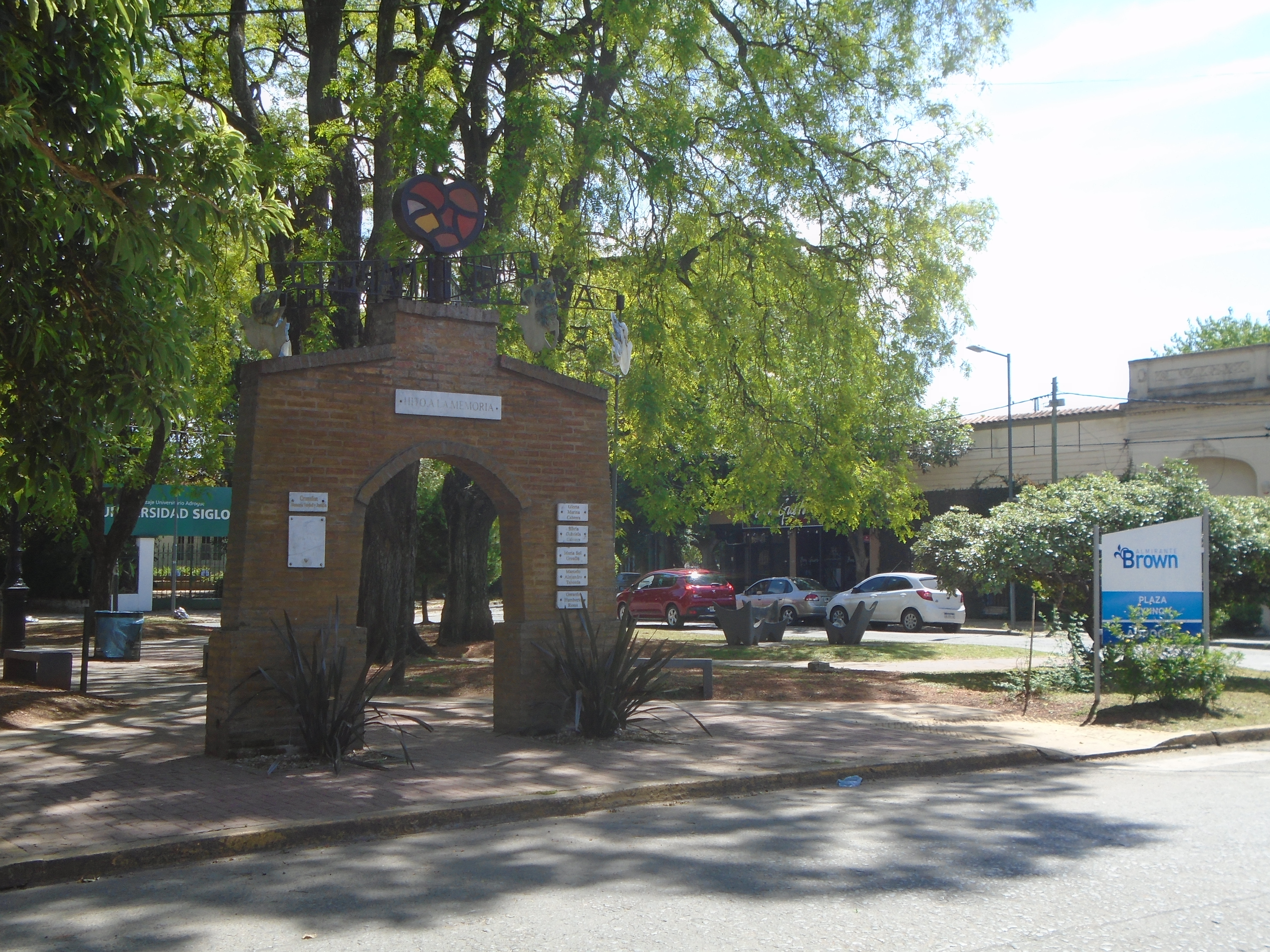
Hito a la Memoria (plaza Bynnon)

## Monumentos
- Monumento a Esteban Adrogué, en la plaza homónima.
- Monumento a Diana Cazadora, en el Pasaje La Delicia.
- Sobre relieve de Carlos Gardel, en la plazoleta de diagonal Almirante Brown.
- Monumento en honor a los 323 héroes del ARA General Belgrano, en la plaza Almirante Guillermo Brown.
- Monumento Hito a la Memoria, en la plaza Bynnon (representando a cinco víctimas de la tragedia de Cromañón, los cuales vivían en el partido de Almirante Brown).
- Monumento al Bicentenario, en la plaza Rosales.
- Monumento Mástil de La Bandera, en la plaza Almirante Guillermo Brown.
- Monumento a Clemente, en la plazoleta ubicada en la intersección de las calles Mitre y Diagonal Almirante Brown.

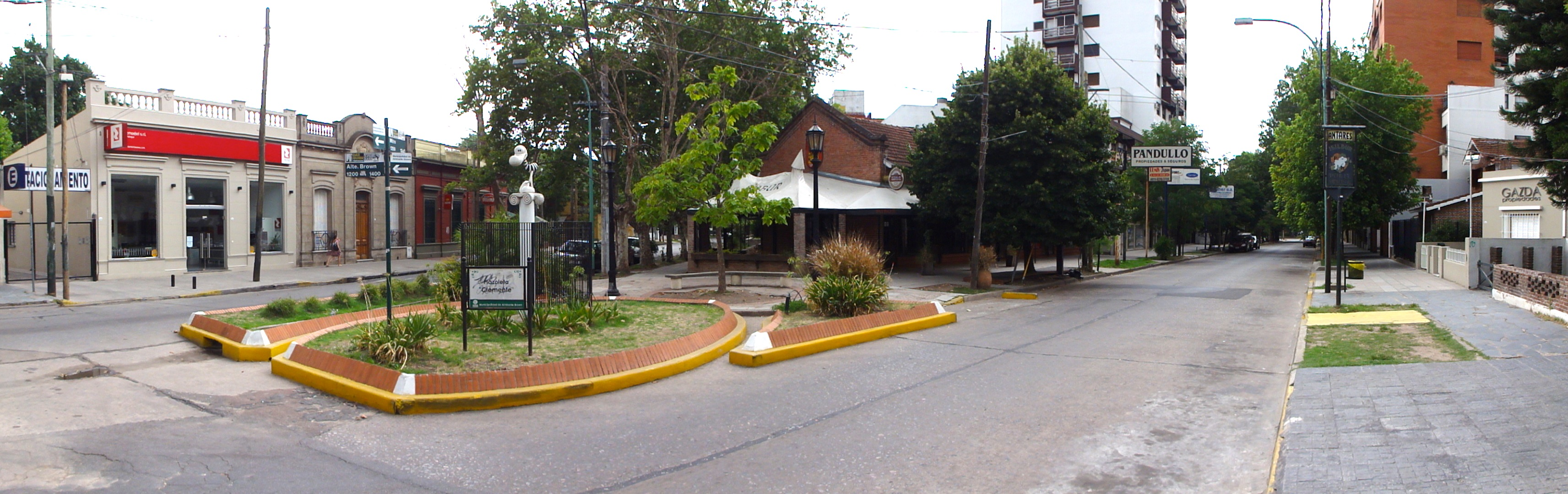
Monumento a Clemente

## Cultura

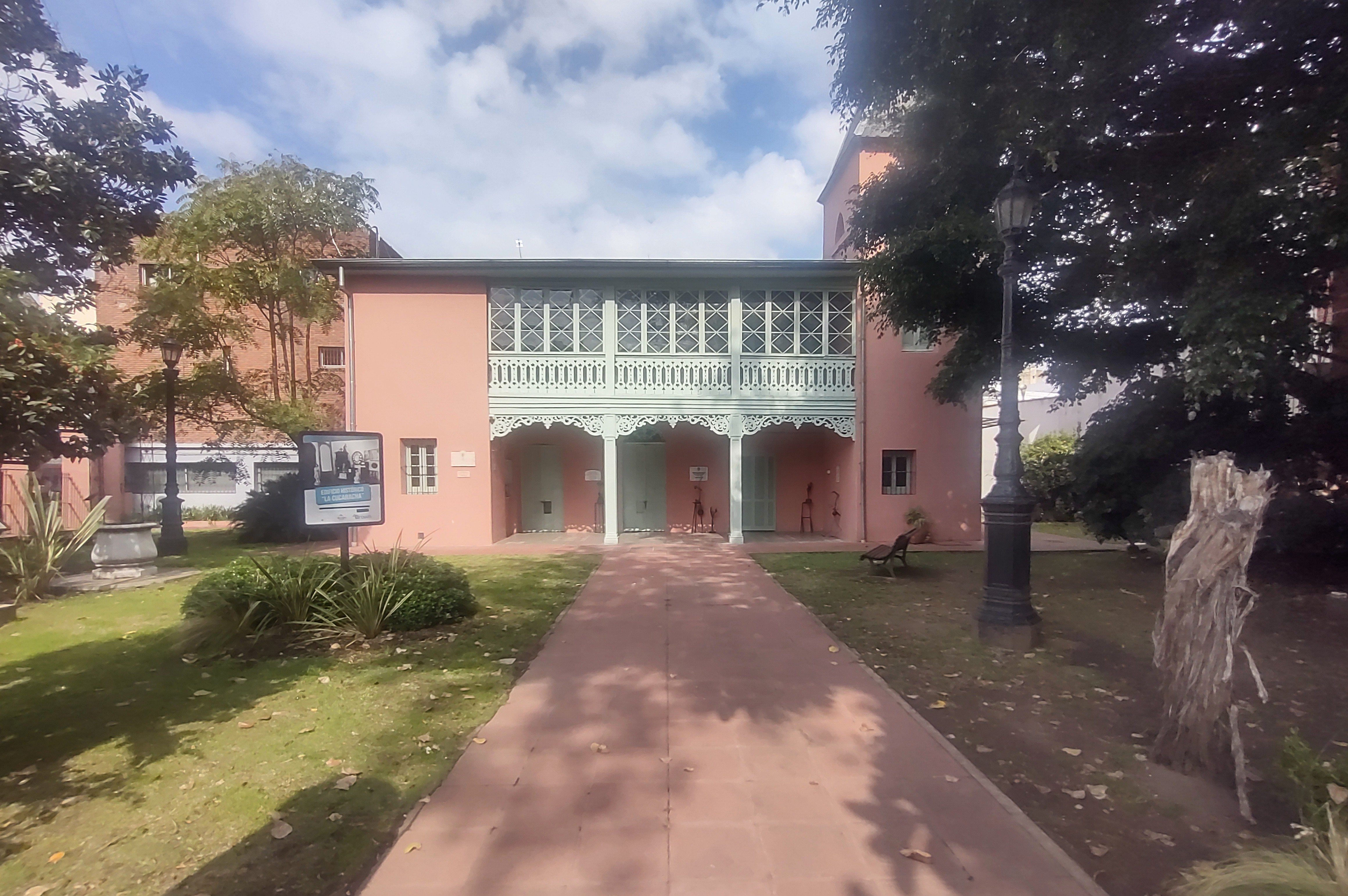
Edificio histórico y museo "La Cucaracha".

Las instalaciones del hotel La Delicia, originalmente residencia de verano de Esteban Adrogué, han cobijado a numerosas celebridades durante su época de esplendor, entre fines del siglo XIX y principios del siglo XX.
Entre sus huéspedes y visitantes ilustres se destacan Jorge Luis Borges y los presidentes Carlos Pellegrini y Domingo Faustino Sarmiento. Demolido a fines de la década de 1940, en su solar se alzan actualmente el Colegio Nacional, locales comerciales, residencias y el Pasaje La Delicia.
La casa que el fundador construyera para sus hijas, conocida como La Cucaracha, es sede de la Secretaría de Educación y Cultura de la municipalidad de Almirante Brown, y es edificio histórico. De dicho organismo depende la Casa Municipal de la Cultura, un gran complejo que ocupa el edificio que antes albergó al Cine Adrogué y al Adrogué Plaza Shopping. Allí se realizan numerosas actividades culturales y espectáculos.
Adrogué cuenta con un segundo centro cultural privado (que incluye una sala teatral), una biblioteca y un complejo de diez cines (con 2 salas 3D) ubicado en el Boulevard Shopping, centro comercial inaugurado en 1996.
El escritor Jorge Luis Borges le ha dedicado a esta ciudad un libro de poesías por los años vividos allí en su infancia (Adrogué, con ilustraciones de Norah Borges, 1977). La relación entre Borges y Adrogué fue muy especial. La ciudad fue fuente de inspiración para diversas obras del célebre escritor, siempre enamorado de las arboladas calles de la localidad. Fue también Borges quien afirmó que fue en Adrogué donde se jugó al fútbol por primera vez en Argentina. En el centro comercial se encuentra en su honor la plazoleta Borges.
El bandoneonista Joaquín Roldán, quien vive en la ciudad desde 1970, ciudadano ilustre del partido de Almirante Brown y desde el año 2005 de la provincia de Buenos Aires, compuso varias obras en homenaje a Adrogué que fueron estrenadas en el Teatro Colón y en las principales salas de Europa y América.
Amanecer en Adrogué, un tango de cámara que es base de la obra sinfónica Concierto del Sur, fue editado en España y Argentina.
En varias residencias de Adrogué, entre las que se destacan Villa Lola frente a la plaza San Martín, se filmaron escenas de las películas Boquitas pintadas y de La casa del ángel, de Leopoldo Torre Nilsson, en 1974.

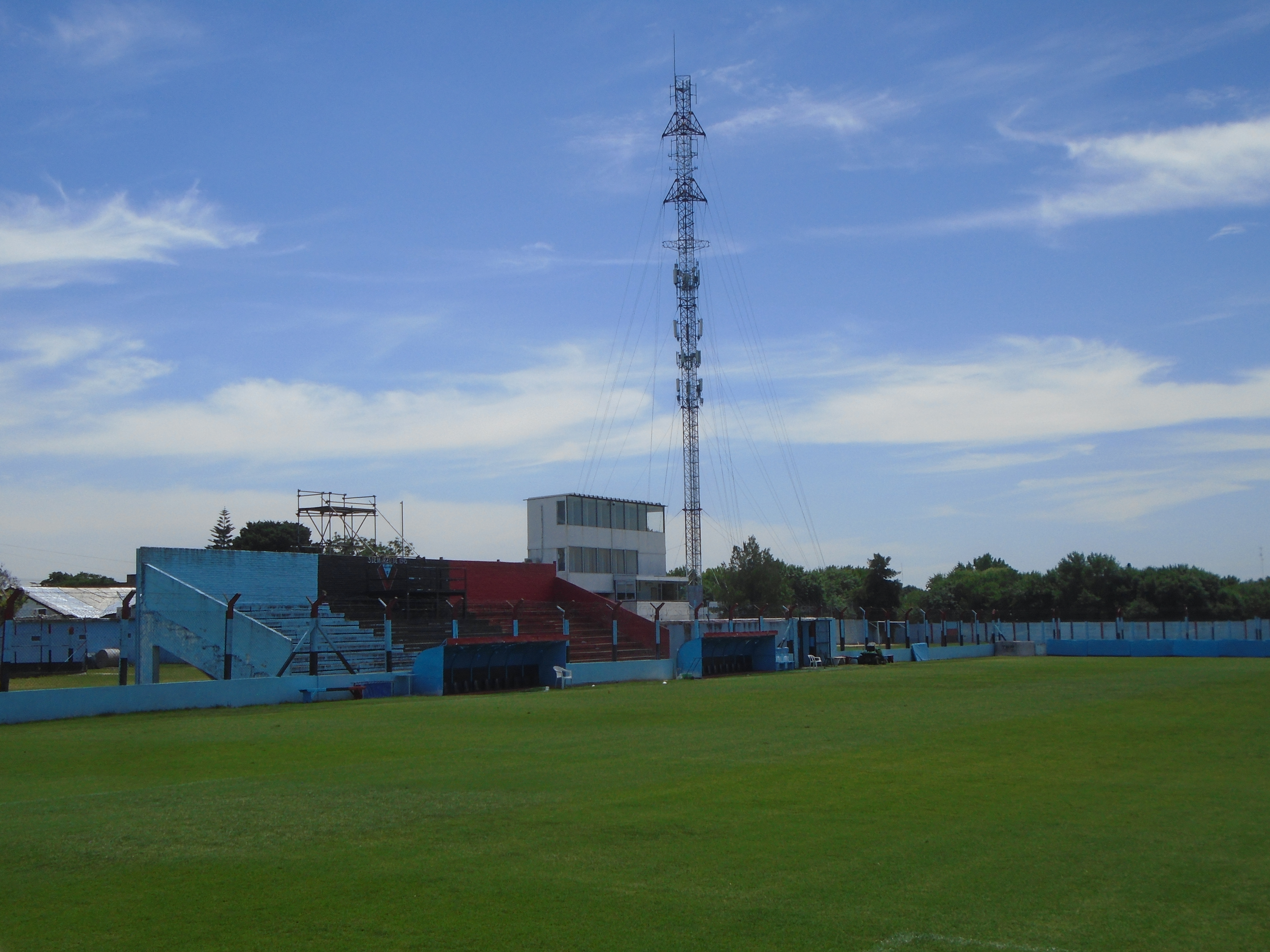
Estadio del Club Atlético Brown.

## Deportes
En lo futbolístico, la ciudad cuenta con el Club Atlético Brown, fundado el 3 de marzo de 1945 y que actualmente juega en la Primera B Nacional. Su estadio está ubicado en Cerretti y Solís, y cuenta con una capacidad para 3500
personas. El "Tricolor", apodo del club, históricamente es el equipo más importante del distrito de Almirante Brown.

## Geografía

### Población
Adrogué cuenta con 38.265 habitantes, de los cuales 51,36% son mujeres, 46,64% son hombres y 2% no se sabe